# Риманова повърхнина
Римановата повърхнина е едномерно комплексно многообразие или гладко, ориентируемо двумерно реално многообразие. Бернхард Риман въвежда тези повърхнини в средата на 19 век, като удобно средство за изучаване на многозначните холоморфни функции, в негова чест те са получили съвременното си наименование. Геометрично, можем да си представяме римановите повърхнини като многолистни накрития на комплексната равнина. Това ни позволява да дефинираме многозначна функция, така че върху всяко „листо“ от повърхнината, функцията да приема само една стойност, което облекчава значително изучаването на този тип функции. Римановите повърхнини, съгласно теоремата за униформизация, се делят на хиперболични (с отрицателна кривина), параболични (с нулева кривина) и елиптични (с положителна кривина).

## Примери
- Комплексната равнина {\displaystyle \mathbf {C} }
- Комплексната проективна права {\displaystyle \mathbb {CP} ^{1}}
- Торус